# Беляков, Сергей Юрьевич
Сергей Юрьевич Беляков (род. 26 июня 1973, Москва) — российский управленец, президент Национальной ассоциации негосударственных пенсионных фондов (НАПФ) с 2021 года. Бывший заместитель министра экономического развития Российской Федерации, был уволен с государственной службы после извинений за решение правительства о замораживании накопительной части пенсии. Ранее занимал должность директора департамента инвестиционной политики и развития частно-государственного партнёрства в том же министерстве.

## Биография
Сергей Беляков родился 26 июня 1973 в Москве. Окончил среднюю общеобразовательную школу № 17. После школы пытался поступить в Московский государственный технический университет радиотехники, электроники и автоматики (МИРЭА), однако на вступительных экзаменах потерпел неудачу. В результате в 1991 году был призван в армию и оставался военнослужащим до 1999 года: в 1991—1993 годах проходил службу по призыву за полярным кругом в Мурманской области в пограничных войсках (ушёл со срочной службы в звании «старшина»), в 1993—1998 годах обучался в Академии Федеральной службы безопасности по направлению «Юриспруденция» (все слушатели академии являются военнослужащими), с 1998 по 1999 год служил в пограничных органах в Карелии. Впоследствии уволился с военной службы.
В 2001—2002 годах являлся советником генеральной дирекции Международного фонда экономических и социальных реформ «Реформа». Затем перешёл на работу в ГК «Базовый элемент», где занимал должности главного специалиста департамента внешних связей, советника заместителя генерального директора, советника управления по взаимодействию с государственными и общественными организациями. В 2005 году занял должность помощника президента Российского союза промышленников и предпринимателей и одновременно являлся заместителем руководителя налогового комитета. С этого времени Сергей Беляков начал чаще выступать на публичных мероприятиях и в прессе, комментируя вопросы налогового законодательства. Участвовал в выработке ряда налоговых инициатив.
В 2008 году Сергей Беляков пришёл в Министерство экономического развития по приглашению заместителя министра Станислава Воскресенского. Министр Эльвира Набиуллина назначила Сергея Белякова на должность советника министра. В новом статусе он продолжил заниматься налоговыми вопросами, а со временем функционал расширился, охватив задачи улучшения инвестиционного имиджа и повышения инвестиционной привлекательности России. В итоге, в июле 2009 года Сергей Беляков был назначен на должность директора департамента инвестиционной политики и развития частно-государственного партнёрства. В круг обязанностей стали входить привлечение и сопровождение инвестиций, налоговое стимулирование, развитие инструментов государственно-частного партнёрства и взаимодействие с международными организациями (в частности, ЕБРР, Всемирный банк и другие). С 2010 года департамент под руководством Сергея Белякова являлся неформальным аппаратом первого заместителя председателя Правительства России Игоря Шувалова в деятельности по решению проблем инвесторов; по состоянию на август 2011 года, с начала 2010 года в Правительство РФ поступило 76 жалоб от инвесторов, из которых 52 были решены.
В августе 2012 года Сергей Беляков был назначен на должность заместителя министра экономического развития. Уже в новом статусе он продолжил курировать департамент инвестиционной политики, соответственно сохранив за собой контроль над его задачами. Кроме этого, в его непосредственное подчинение были переданы департамент экономики социального развития и приоритетных программ и департамент государственного регулирования тарифов, инфраструктурных реформ и энергоэффективности. В июне 2013 года президентом РФ Сергею Белякову присвоен чин «действительный государственный советник 2 класса».
В августе 2014 года был уволен председателем Правительства РФ с государственной службы за высказывание в Facebook. В сентябре занял должность председателя правления фонда «Петербургский международный экономический форум». Однако 31 августа 2015 года правление фонда «Петербургский международный экономический форум» избрало на должность председателя правления Сергея Вязалова, по совместительству являвшегося гендиректором МИД России.
В 2014 году занял должность председателя правления Национальной ассоциации агентств инвестиций и развития (НААИР).
В 2016—2021 годах — президент ассоциации НПФ «Альянс пенсионных фондов» (АНПФ).
С июля 2018 года по май 2021 года — председатель президиума АКОРТ.
В июле 2021 года был избран президентом Национальной ассоциации негосударственных пенсионных фондов (НАПФ).
C 12 мая 2022 года по 9 июля 2024 года — генеральный директор ООО «Озон Холдинг» (бренд Ozon).

## Увольнение из Минэкономразвития России
6 августа 2014 года Сергей Беляков разместил на своей странице в социальной сети запись о своём отношении к решению Правительства, касающегося пенсионных накоплений (пунктуация авторская):
|  | Поскольку я работаю в Минэкономразвития и должен отвечать вместе с другими коллегами за принимаемые решения сообщаю: 1.мне стыдно за решение о продлении моратория на инвестирование средств НПФ 2.стыдно по следующим причинам: – оно вредное для экономики (если это вообще аргумент) – озвученное объяснение означает по сути отказ от использования этих денег в экономике в принципе, а не только в 2015 году – мы всем обещали, что заморозка распространится только на 2014 год Я прошу у всех прощения за глупости, которые мы делаем и за то, что мы не дорожим своим словом |

Сообщение распространилось по средствам массовой информации. В результате, в тот же день, премьер-министр России Дмитрий Медведев подписал распоряжение об увольнении Сергея Белякова с поста заместителя министра экономического развития. Согласно заявлению пресс-службы Правительства РФ, причиной увольнения стало нарушение Сергеем Беляковым требований федерального закона «О государственной гражданской службе Российской Федерации», запрещающего государственным служащим допускать публичные высказывания, суждения и оценки, в том числе в СМИ, в отношении деятельности государственных органов и их руководителей.
Сам Сергей Беляков в дальнейшем заявил, что осознавал возможность своего последующего увольнения, хотя и полагал, что по букве закона он имел право на такой комментарий.

## Семья, хобби
Женат, имеет трех сыновей. Есть старший и младший братья. Родители на пенсии, ранее мать работала главным экономистом, а отец — в органах государственной безопасности. Кандидат в мастера спорта по хоккею. Принимал участие в серии благотворительных хоккейных матчей, где в качестве игроков выступали государственные чиновники, артисты, популярные спортсмены:
- апрель 2012 года — ледовый дворец «Сокольники» (Москва), матч Россия-Словакия («Под флагом Добра!»)[23];
- сентябрь 2012 года — арена «Металлург» (Магнитогорск), в рамках акции «От чистого сердца». Все средства от матча были направлены в помощь семьям хоккеистов ярославского «Локомотива», погибших в авиакатастрофе[24];
- май 2014 года — благотворительный хоккейный матч в рамках Петербургского международного экономического форума[25].

## Награды
- в 2010 году — благодарность президента РФ «За заслуги в подготовке и проведении XIV Петербургского международного экономического форума»[26].